# Basquetebol nos Jogos Olímpicos de Verão de 2000
O torneio de basquetebol nos Jogos Olímpicos de Verão de 2000 foi disputado no ginásio The Dome em sua fase preliminar e no Sydney Super Dome na fase final em Sydney, Austrália. 

## Masculino
| Ouro | Prata | Bronze |
| Estados Unidos Steve Smith Gary Payton Vince Carter Ray Allen Vin Baker Kevin Garnett Tim Hardaway Allan Houston Jason Kidd Antonio McDyess Alonzo Mourning Shareef Abdur-Rahim | França Jim Bilba Yann Bonato Makan Dioumassi Laurent Foirest Thierry Gadou Cyril Julian Henry Palmer Antoine Rigaudeau Stéphane Risacher Laurent Sciarra Moustapha Sonko Frédéric Weis | Lituânia Gintaras Einikis Saulius Štombergas Eurelijus Žukauskas Dainius Adomaitis Šarūnas Jasikevičius Kęstutis Marčiulionis Tomas Masiulis Darius Maskoliūnas Ramūnas Šiškauskas Darius Songaila Mindaugas Timinskas Andrius Giedraitis |

### Primeira fase

#### Grupo A
| Equipe         | Pts | J | V | D | PP  | PC  |
| -------------- | --- | - | - | - | --- | --- |
| Estados Unidos | 10  | 5 | 5 | 0 | 341 | 340 |
| Itália         | 8   | 5 | 3 | 2 | 341 | 340 |
| Lituânia       | 8   | 5 | 3 | 2 | 372 | 338 |
| França         | 7   | 5 | 2 | 3 | 372 | 374 |
| China          | 7   | 5 | 2 | 3 | 344 | 443 |
| Nova Zelândia  | 5   | 5 | 0 | 5 | 399 | 413 |

| 17 de setembro |        |                |
| França         | 76–50  | Nova Zelândia  |
| Itália         | 50–48  | Lituânia       |
| China          | 72–119 | Estados Unidos |
| 19 de setembro |        |                |
| China          | 75–60  | Nova Zelândia  |
| Estados Unidos | 93–61  | Itália         |
| Lituânia       | 81–63  | França         |
| 21 de setembro |        |                |
| Itália         | 78–66  | Nova Zelândia  |
| China          | 70–82  | França         |
| Estados Unidos | 85–76  | Lituânia       |
| 23 de setembro |        |                |
| Lituânia       | 82–66  | China          |
| Nova Zelândia  | 56–102 | Estados Unidos |
| França         | 57–67  | Itália         |
| 25 de setembro |        |                |
| Nova Zelândia  | 75–85  | Lituânia       |
| Itália         | 76–85  | China          |
| França         | 94–106 | Estados Unidos |

#### Grupo B
| Equipe     | Pts | J | V | D | PP  | PC  |
| ---------- | --- | - | - | - | --- | --- |
| Canadá     | 9   | 5 | 4 | 1 | 443 | 373 |
| Iugoslávia | 9   | 5 | 4 | 1 | 342 | 338 |
| Austrália  | 8   | 5 | 3 | 2 | 408 | 407 |
| Rússia     | 8   | 5 | 3 | 2 | 367 | 328 |
| Espanha    | 6   | 5 | 1 | 4 | 349 | 376 |
| Angola     | 5   | 5 | 0 | 5 | 348 | 365 |

| 17 de setembro |        |            |
| Iugoslávia     | 66–60  | Rússia     |
| Canadá         | 101–90 | Austrália  |
| Espanha        | 64–45  | Angola     |
| 19 de setembro |        |            |
| Angola         | 54–99  | Canadá     |
| Rússia         | 71–63  | Espanha    |
| Austrália      | 66–80  | Iugoslávia |
| 21 de setembro |        |            |
| Canadá         | 91–77  | Espanha    |
| Iugoslávia     | 73–64  | Angola     |
| Austrália      | 75–61  | Rússia     |
| 23 de setembro |        |            |
| Espanha        | 65–78  | Iugoslávia |
| Rússia         | 77–59  | Canadá     |
| Angola         | 75–86  | Austrália  |
| 25 de setembro |        |            |
| Angola         | 65–88  | Rússia     |
| Iugoslávia     | 75–83  | Canadá     |
| Austrália      | 91–80  | Espanha    |

### Classificação 11º-12º lugar
| 26 de setembro |       |        |
| Nova Zelândia  | 70–60 | Angola |

### Classificação 9º-10º lugar
| 26 de setembro |       |         |
| China          | 64–84 | Espanha |

### Quartas de final
| 28 de setembro |       |           |
| Estados Unidos | 85–70 | Rússia    |
| Itália         | 62–65 | Austrália |
| Canadá         | 63–68 | França    |
| Iugoslávia     | 63–76 | Lituânia  |

### Classificação 7º-8º lugar
| 30 de setembro |       |        |                        |
| Canadá         | 86–83 | Rússia | Após duas prorrogações |

### Classificação 5º-6º lugar
| 30 de setembro |       |            |
| Itália         | 69–59 | Iugoslávia |

### Semi-final
| 29 de setembro |       |           |
| Estados Unidos | 85–83 | Lituânia  |
| França         | 76–52 | Austrália |

### Disputa pelo bronze
| 1 de outubro |       |           |
| Lituânia     | 89–71 | Austrália |

### Final
| 1 de outubro   |       |        |
| Estados Unidos | 85–75 | França |

### Classificação final
| Pos. | País           |
| ---- | -------------- |
|      | Estados Unidos |
|      | França         |
|      | Lituânia       |
| 4    | Austrália      |
| 5    | Itália         |
| 6    | Iugoslávia     |
| 7    | Canadá         |
| 8    | Rússia         |
| 9    | Espanha        |
| 10   | China          |
| 11   | Nova Zelândia  |
| 12   | Angola         |

## Feminino
| Ouro | Prata | Bronze |
| Estados Unidos Ruthie Bolton-Holifield Teresa Edwards Yolanda Griffith Chamique Holdsclaw Lisa Leslie Nikki McCray DeLisha Milton Katie Smith Dawn Staley Sheryl Swoopes Natalie Williams Kara Wolters | Austrália Carla Boyd Sandra Brondello Trisha Fallon Michelle Griffiths Kristi Harrower Jo Hill Lauren Jackson Annie la Fleur Shelly Sandle Rachael Sporn Michele Timms Jenny Whittle | Brasil Janeth Arcain Ilisaine David Lilian Gonçalves Helen Luz Sílvia Luz Cláudia Neves Alessandra Oliveira Adriana Pinto Cíntia Tuiú Adriana Santos Kelly Santos Marta Sobral |

### Primeira fase

#### Grupo A
| Equipe     | Pts | J | V | D | PP  | PC  |
| ---------- | --- | - | - | - | --- | --- |
| Austrália  | 10  | 5 | 5 | 0 | 394 | 274 |
| França     | 9   | 5 | 4 | 1 | 338 | 287 |
| Brasil     | 7   | 5 | 2 | 3 | 358 | 353 |
| Eslováquia | 7   | 5 | 2 | 3 | 294 | 282 |
| Canadá     | 7   | 5 | 2 | 3 | 313 | 317 |
| Senegal    | 5   | 5 | 0 | 5 | 199 | 383 |

| 16 de setembro |       |            |                    |
| Brasil         | 76–60 | Eslováquia |                    |
| França         | 75–39 | Senegal    |                    |
| Austrália      | 78–46 | Canadá     |                    |
| 18 de setembro |       |            |                    |
| Senegal        | 41–62 | Canadá     |                    |
| Eslováquia     | 51–58 | França     |                    |
| Austrália      | 81–70 | Brasil     |                    |
| 20 de setembro |       |            |                    |
| Canadá         | 58–70 | França     |                    |
| Brasil         | 82–48 | Senegal    |                    |
| Austrália      | 70–47 | Eslováquia |                    |
| 22 de setembro |       |            |                    |
| Eslováquia     | 68–56 | Canadá     |                    |
| França         | 73–70 | Brasil     | Após a prorrogação |
| Senegal        | 39–96 | Austrália  |                    |
| 24 de setembro |       |            |                    |
| Senegal        | 32–68 | Eslováquia |                    |
| França         | 62–69 | Austrália  |                    |
| Brasil         | 60–61 | Canadá     |                    |

#### Grupo B
| Equipe         | Pts | J | V | D | PP  | PC  |
| -------------- | --- | - | - | - | --- | --- |
| Estados Unidos | 10  | 5 | 5 | 0 | 446 | 312 |
| Rússia         | 8   | 5 | 3 | 2 | 398 | 325 |
| Coreia do Sul  | 8   | 5 | 3 | 2 | 343 | 296 |
| Polônia        | 8   | 5 | 3 | 2 | 327 | 339 |
| Cuba           | 6   | 5 | 1 | 4 | 318 | 358 |
| Nova Zelândia  | 5   | 5 | 0 | 5 | 304 | 396 |

| 16 de setembro |        |                |                    |
| Polônia        | 75–52  | Nova Zelândia  |                    |
| Cuba           | 62–72  | Rússia         |                    |
| Coréia do Sul  | 75–89  | Estados Unidos |                    |
| 18 de setembro |        |                |                    |
| Rússia         | 84–46  | Polônia        |                    |
| Nova Zelândia  | 62–101 | Coréia do Sul  |                    |
| Estados Unidos | 90–61  | Cuba           |                    |
| 20 de setembro |        |                |                    |
| Cuba           | 74–55  | Nova Zelândia  |                    |
| Estados Unidos | 88–77  | Rússia         |                    |
| Coréia do Sul  | 62–87  | Polônia        |                    |
| 22 de setembro |        |                |                    |
| Rússia         | 73–75  | Coréia do Sul  | Após a prorrogação |
| Nova Zelândia  | 42–93  | Estados Unidos |                    |
| Polônia        | 72–65  | Cuba           |                    |
| 24 de setembro |        |                |                    |
| Nova Zelândia  | 54–92  | Rússia         |                    |
| Cuba           | 56–69  | Coréia do Sul  |                    |
| Estados Unidos | 76–57  | Polônia        |                    |

### Classificação 11º-12º lugar
| 26 de setembro |       |         |
| Nova Zelândia  | 72–69 | Senegal |

### Classificação 9º-10º lugar
| 26 de setembro |       |        |
| Cuba           | 67–58 | Canadá |

### Quartas de final
| 27 de setembro |       |               |
| Rússia         | 67–68 | Brasil        |
| Estados Unidos | 58–43 | Eslováquia    |
| França         | 58–69 | Coréia do Sul |
| Austrália      | 76–48 | Polônia       |

### Classificação 7º-8º lugar
| 29 de setembro |       |         |
| Eslováquia     | 64–57 | Polônia |

### Classificação 5º-6º lugar
| 29 de setembro |       |        |
| França         | 71–59 | Rússia |

### Semi-final
| 29 de setembro |       |                |
| Coréia do Sul  | 65–78 | Estados Unidos |
| Brasil         | 52–64 | Austrália      |

### Disputa pelo bronze
| 30 de setembro |       |               |                    |
| Brasil         | 84–73 | Coréia do Sul | Após a prorrogação |

### Final
| 30 de setembro |       |           |
| Estados Unidos | 76–54 | Austrália |

### Classificação final
| Pos. | País           |
| ---- | -------------- |
|      | Estados Unidos |
|      | Austrália      |
|      | Brasil         |
| 4    | Coreia do Sul  |
| 5    | França         |
| 6    | Rússia         |
| 7    | Eslováquia     |
| 8    | Polónia        |
| 9    | Cuba           |
| 10   | Canadá         |
| 11   | Nova Zelândia  |
| 12   | Senegal        |